# United States Karate Association
The United States Karate Association (USKA) fu la prima organizzazione di karate sul suolo statunitense, fondata da Robert Trias nel 1948.
La USKA divenne una delle più grandi associazioni di istruttori di karate della nazione e attraverso l'organizzazione di Trias divenne anche uno strumento per la creazione e la promozione dei primi tornei di karate degli Stati Uniti nel 1955, così come per le competizioni nazionali e nel Mondo. A parte qualche variazione, le regole USKA per le competizioni sono ancora oggi utilizzate negli Stati Uniti.
Al suo apice la USKA, ebbe più di mezzo milioni di membri in tutto il Mondo, conducendo annualmente un campionato nazionato nazionale negli Stati Uniti. Questa competizione fu chiamata: USKA National Championship, nel 1966 e divenne la USKA Grand National Championship nel 1968.